# تيد براون (لاعب كرة قدم أمريكية)
تيد براون (بالإنجليزية: Ted Brown)‏ هو لاعب كرة قدم أمريكية أمريكي، ولد في 15 فبراير 1957 في هاي بوينت في الولايات المتحدة.

## وصلات خارجية
- تيد براون على موقع مرجع كرة القدم المحترفة.كوم (الإنجليزية)
- تيد براون على موقع قاعة كارولاينا الشمالية للمشاهير الرياضية (الإنجليزية)